# بوتش فان بريدا كولف
بوتش فان بريدا كولف (بالإنجليزية: Butch van Breda Kolff)‏ (و. 1922 – 2007 م) هو لاعب كرة السلة، ومدرب كرة سلة أمريكي، مركز لعبه هو مدافع مسدد الهدف، توفي في سبوكين، عن عمر يناهز 85 عاماً.

## التعليم
تعلم في جامعة برنستون.

## روابط خارجية
- بوتش فان بريدا كولف على موقع إن بي أي (الإنجليزية)
- بوتش فان بريدا كولف على موقع سبورتس رفرنس (الإنجليزية)
- بوتش فان بريدا كولف على موقع ريلجم (الإنجليزية)
- بوتش فان بريدا كولف على موقع بروبوليرز (الإنجليزية)
- بوتش فان بريدا كولف على موقع سبورتس رفرنس (الإنجليزية)
- بوتش فان بريدا كولف على موقع كلية كرة السلة في سبورتس رفرنس.كوم (الإنجليزية)